# Valnesfjord Station
Valnesfjord Station (Valnesfjord stasjon eller Valnesfjord holdeplass) er en jernbanestation på Nordlandsbanen, der ligger ved bygden Valnesfjord i Fauske kommune i Norge. Stationen består af et spor og en perron med et læskur i træ.
Da banen blev forlænget fra Fauske til Bodø 1. februar 1962, blev der etableret et krydsningsspor ved Valnesfjord ved 685,62 km. 30. maj 1965 blev status ændret til station med bemanding efter behov men uden betjening med persontog. Stationen blev nedlagt før 1972. 
Stationen genåbnede som trinbræt ved 685,50 km 15. januar 2001, da lokaltrafikken mellem Rognan og Bodø blev sat i gang. Stationen betjenes desuden af regionaltog mellem Mosjøen og Bodø og af fjerntog mellem Trondheim og Bodø. I 2013 blev stationen moderniseret og fik blandt andet længere perroner af hensyn til fjerntogene.
I forbindelse med den første station blev der opført en stationsbygning i 1959 efter tegninger af Bjarne Friis Baastad og Arvid Sundby. Den toetages bygning var opført i bindingsværk og rummede stationsfaciliteter, tjenestebolig og godsrum. Bygningen blev senere solgt og revet ned i 2009.